# Froidefontaine
Froidefontaine [fʁwadfɔ̃tɛn] (deutsch früher Kaltenbrunn) ist eine französische Gemeinde im Département Territoire de Belfort in der Region Bourgogne-Franche-Comté.

## Geographie
Froidefontaine liegt auf 335 m über dem Meer, etwa zehn Kilometer südöstlich der Stadt Belfort (Luftlinie). Das Dorf erstreckt sich im Flachland der Burgundischen Pforte, am südlichen Rand der weiten Talebene der Bourbeuse, gegenüber von Charmois, zwischen den Plateaus von Les Grands Bois im Nordwesten und Bois Lachat im Südosten.
Die Fläche des 4,55 km² großen Gemeindegebiets umfasst einen Abschnitt der nur schwach reliefierten Landschaft im Bereich der Burgundischen Pforte (Trouée de Belfort). Die nördliche Grenze verläuft meist entlang der Bourbeuse, die sich mit Mäandern durch eine breite Talebene windet und für die Entwässerung zur Allaine sorgt. In der mehr als ein Kilometer breiten Talebene befindet sich auch die Wasserstraße des Rhein-Rhône-Kanals, die bei Froidefontaine die Höhendifferenz mit einer Schleuse überwindet. Von der Bourbeuse erstreckt sich das Gemeindeareal nach Südosten über die Talaue und einen sanft ansteigenden Hang, der durch mehrere kurze Seitenbäche untergliedert wird, bis auf das angrenzende Plateau. Dieses liegt durchschnittlich auf 375 m und ist mit Acker- und Wiesland bedeckt. Ganz im Süden und Südosten befindet sich das Waldgebiet Bois Lachat, in dem mit 388 m die höchste Erhebung von Froidefontaine erreicht wird. In Mulden- und Tallagen gibt es verschiedene Weiher, die für die Fischzucht angelegt wurden.
Nachbargemeinden von Froidefontaine sind Charmois, Autrechêne und Brebotte im Norden, Recouvrance und Grosne im Osten, Grandvillars und Morvillars im Süden sowie Bourogne im Westen.

## Geschichte
Erstmals schriftlich erwähnt wird Froidefontaine im Jahr 1105, als Ermentrude, die Witwe des Grafen Thierry I. von Montbéliard-Ferrette, der Abtei Cluny Ländereien an der Bourbeuse überließ, damit diese hier ein Priorat gründe. Das Priorat von Froidefontaine entwickelte sich bald zu einem wichtigen spirituellen Zentrum der Region. Mitte des 14. Jahrhunderts gelangte Froidefontaine unter die Oberhoheit der Habsburger. 1585 erscheint der Ort unter dem Namen Kattenbru(nn). 1621 kam das Priorat in den Besitz der Jesuiten von Ensisheim. Es wurde 1632 im Zuge des Dreißigjährigen Krieges zerstört, anschließend jedoch wieder aufgebaut. Zusammen mit dem Sundgau kam Froidefontaine mit dem Westfälischen Frieden 1648 an die französische Krone. Das Priorat gelangte 1756 in den Besitz des königlichen Kollegs in Colmar und wurde während der Französischen Revolution säkularisiert, wobei die Gebäude in Staatsbesitz übergingen. Seit 1793 gehörte Fontainefroide zum Département Haut-Rhin, verblieb jedoch 1871 als Teil des Territoire de Belfort im Gegensatz zum restlichen Elsass bei Frankreich.

## Sehenswürdigkeiten
Die Kirche Saint-Pierre geht ursprünglich auf die romanische Prioratskirche des frühen 12. Jahrhunderts zurück (Teile der Apsis aus dieser Zeit sind erhalten), wurde jedoch im Lauf der Zeit mehrfach umgestaltet, letztmals im 18. Jahrhundert in größerem Umfang. Ein ehemaliges Prioratsgebäude beherbergt heute das Pfarrhaus. Auf dem Friedhof befindet sich ein neugotisches Kreuz.
Siehe auch: Liste der Monuments historiques in Froidefontaine
|  |  |

## Bevölkerung
| Jahr | Einwohner |
| ---- | --------- |
| 1962 | 399       |
| 1968 | 408       |
| 1975 | 431       |
| 1982 | 431       |
| 1990 | 437       |
| 1999 | 444       |
| 2007 | 462       |
| 2017 | 456       |

Mit 446 Einwohnern (1. Januar 2022) gehört Froidefontaine zu den kleinen Gemeinden des Départements Territoire de Belfort. Nachdem die Einwohnerzahl in der ersten Hälfte des 20. Jahrhunderts stets im Bereich zwischen 330 und 390 Personen gelegen hatte, wurde seither ein leichtes Bevölkerungswachstum verzeichnet.

## Wirtschaft und Infrastruktur
Froidefontaine war bis weit ins 20. Jahrhundert hinein ein vorwiegend durch die Landwirtschaft (Ackerbau, Obstbau und Viehzucht), die Fischzucht und die Forstwirtschaft geprägtes Dorf. Daneben gibt es heute einige Betriebe des Klein- und Mittelgewerbes, unter anderem eine chemische Fabrik und eine mechanische Werkstatt. Die ehemals bedeutende Ziegelei am Ortsrand wurde geschlossen. Mittlerweile hat sich das Dorf auch zu einer Wohngemeinde gewandelt. Viele Erwerbstätige sind deshalb Wegpendler, die in den größeren Ortschaften der Umgebung und in den Agglomerationen Belfort und Montbéliard ihrer Arbeit nachgehen.
Die Ortschaft ist verkehrstechnisch gut erschlossen. Sie liegt nahe der Hauptstraße N19, die von Belfort nach Delle führt. Der nächste Anschluss an die Autobahn A36 befindet sich in einer Entfernung von ungefähr neun Kilometern. Weitere Straßenverbindungen bestehen mit Brebotte, Charmois und Grandvillars.